# شبكة عصبية كمية

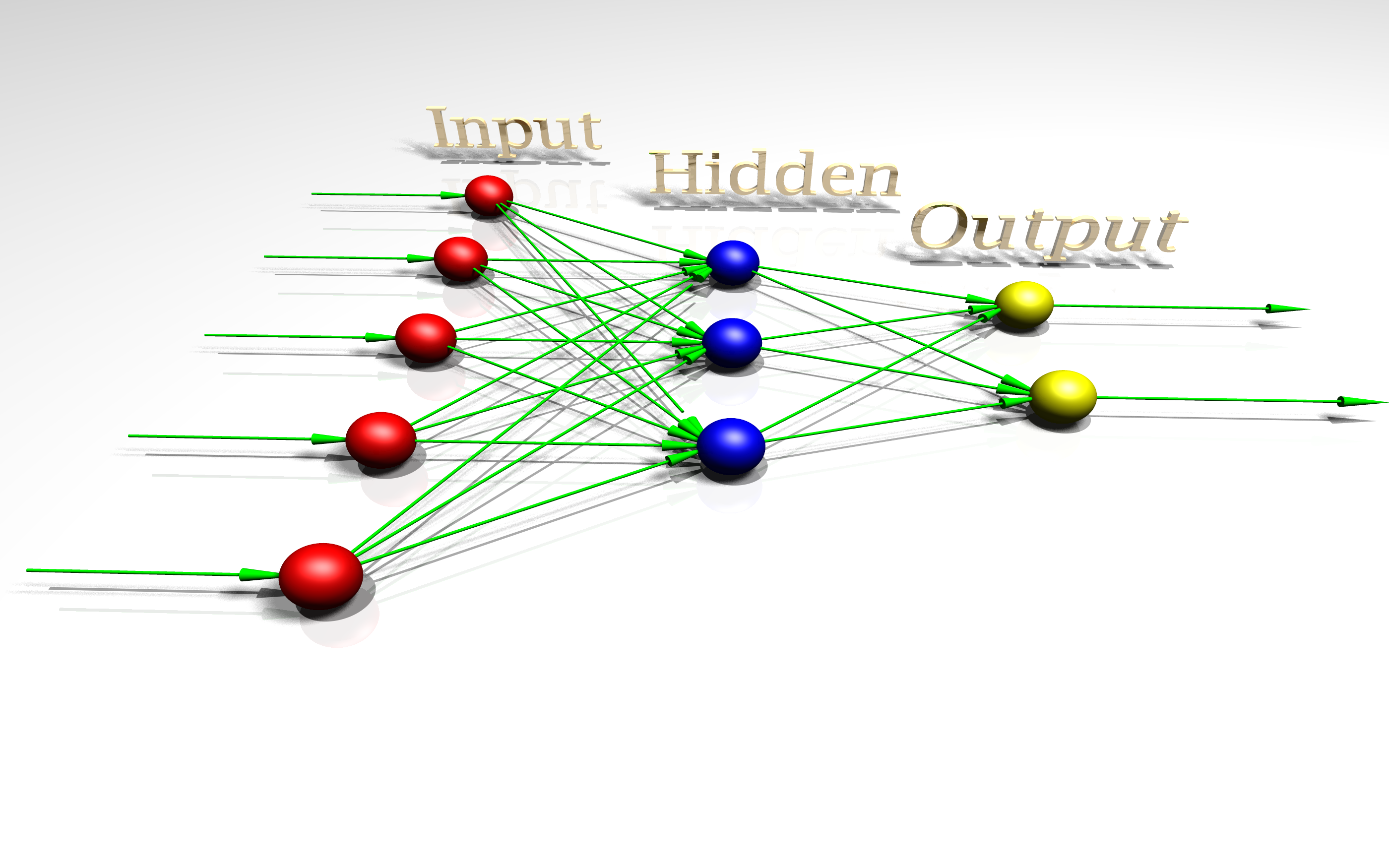

الشبكات العصبية الكميَّة هي نماذج شبكة عصبية حسابية تعتمد على مبادئ الميكانيكا الكمية. وتجمع الشبكات العصبية الكمية بين نماذج الشبكة العصبية الاصطناعية الأصلية ومزايا المعلومات الكمية من أجل تطوير خوارزميات أحسن.